# Hiram R. Lott
Hiram Richard Lott (* 2. April 1825 im Covington County, Mississippi; † 2. Juni 1895 in Managua, Nicaragua) war ein US-amerikanischer Politiker. Zwischen 1893 und 1895 war er kommissarischer Vizegouverneur des Bundesstaates Louisiana.

## Werdegang
Mitte der 1850er Jahre kam Hiram Lott nach Floyd in Louisiana, wo er ein anerkannter Bürger und Pflanzer wurde. Politisch schloss er sich der  Demokratischen Partei an. Zwischen 1892 und 1895 war er Mitglied und President Pro Tempore des Senats von Louisiana.
Nach dem 1893 erfolgten Rücktritt von Vizegouverneur Charles Parlange musste er als President Pro Tempore des Senats entsprechend der Staatsverfassung dieses Amt kommissarisch übernehmen, das er dann bis 1895 bekleidete. Dabei war er Stellvertreter von Gouverneurs Murphy J. Foster und offizieller Vorsitzender des Staatssenats. Nach seiner Zeit als Vizegouverneur wurde Lott amerikanischer Konsul in Managua. Dort ist er am 2. Juni 1895 auch verstorben. Seit 1847 war er mit Mary Williams verheiratet, mit der er sechs Kinder hatte, von denen fünf in jungen Jahren verstarben.